# Hoher Lorenzenberg
Hoher Lorenzenberg (tyska) eller Monte San Lorenzo (italienska) är en bergstopp på gränsen mellan Österrike och Italien.  Toppen på Hoher Lorenzenberg är 2 298 meter över havet, eller 139 meter över den omgivande terrängen. Bredden vid basen är 1,4 km.
Terrängen runt Hoher Lorenzenberg är bergig åt sydväst, men åt nordost är den kuperad. Runt Hoher Lorenzenberg är det ganska tätbefolkat, med 90 invånare per kvadratkilometer.. Närmaste större samhälle är Steinach am Brenner, 12,6 km norr om Hoher Lorenzenberg. 
Trakten runt Hoher Lorenzenberg består i huvudsak av gräsmarker.